# Anna Bongiorni
Anna Bongiorni (* 15. September 1993 in Pisa) ist eine italienische Leichtathletin, die sich auf 100- und 200-Meter-Läufe spezialisiert hat und vor allem mit der 4-mal-100-Meter-Staffel erfolgreich ist.

## Sportliche Laufbahn
Erste internationale Erfahrungen sammelte Anna Bongiorni beim Europäischen Olympischen Jugendfestival (EYOF) in Tampere 2009. Dort belegte sie über 200 Meter den fünften Platz und den siebten Platz mit der italienischen Staffel. Bei den Jugendweltmeisterschaften in Brixen gelangte sie über 100 Meter in das Halbfinale und schied mit der Sprintstaffel in der Vorrunde aus. 2010 gewann sie bei den erstmals ausgetragenen Olympischen Jugendspielen in Singapur die Bronzemedaille in mit einer Mixed-Staffel und belegte über 200 Meter den siebten Platz. Bei den U20-Europameisterschaften in Tallinn 2011 gewann sie mit der italienischen Stafette die Silbermedaille und schied im 200-Meter-Lauf in der Vorrunde aus. 2012 erfolgte die Teilnahme mit der Staffel an den Juniorenweltmeisterschaften in Barcelona, bei denen sie bereits in der ersten Runde ausschied.
2015 schied sie bei den U23-Europameisterschaften in Tallinn in beiden Sprints in der Vorrunde aus und gewann mit der italienischen Staffel die Silbermedaille. Bei den Weltmeisterschaften in Peking schied sie mit der italienischen Stafette in der Vorrunde aus. 2017 gelangte sie bei den Halleneuropameisterschaften in Belgrad über 60 Meter ins Halbfinale. Bei den Staffelweltmeisterschaften auf den Bahamas wurde die Staffel in der Vorrunde disqualifiziert. Bei der Universiade in Taipeh gewann sie in 23,47 s über 200 Meter die Bronzemedaille, belegte über 100 Meter den sechsten Platz und schied mit der italienischen Mannschaft im Finale aus. 2018 gelangte sie bei den Hallenweltmeisterschaften in Birmingham bis in das Halbfinale und schied dort über 60 Meter mit 7,30 s aus. Ende Juni gewann sie bei den Mittelmeerspielen in Tarragona in 11,53 s die Bronzemedaille über 100 Meter hinter der Französin Orlann Ombissa-Dzangue und Rafaela Spanoudaki-Chatziriga aus Griechenland. Zudem gewann sie auch mit der Staffel in 43,63 s die Bronzemedaille hinter den Teams aus Frankreich und Spanien. Sie qualifizierte sich auch für die Europameisterschaften in Berlin, bei denen sie über 100 Meter mit 11,62 s im Halbfinale ausschied.
Bei den IAAF World Relays 2019 in Yokohama belegte sie in 44,29 s den fünften Platz und im Herbst erreichte sie bei den Weltmeisterschaften in Doha mit der Staffel das Finale und belegte dort in 42,98 s Rang sieben. Anschließend wurde sie bei den Militärweltspielen in Wuhan in 11,66 s Sechste über 100 Meter, wie auch mit der Staffel in 44,95 s. Bei den World Athletics Relays 2021 im polnischen Chorzów siegte sie überraschend in 43,79 s mit der 4-mal-100-Meter-Staffel und verhalf Italien damit zu einem Staffelquotenplatz für die Olympischen Spiele. Über die Weltrangliste qualifizierte sie sich über 100 Meter für die Olympischen Sommerspiele in Tokio und erreichte dort das Halbfinale, in dem sie mit 11,38 s ausschied. Zudem verpasste sie mit der Staffel trotz neuer Landesrekordzeit von 42,84 s den Finaleinzug. 2022 belegte sie bei den Weltmeisterschaften in Eugene in 42,92 s im Finale den achten Platz in der 4-mal-100-Meter-Staffel und anschließend gewann sie bei den Europameisterschaften in München in 42,84 s gemeinsam mit Zaynab Dosso, Dalia Kaddari und Alessia Pavese die Bronzemedaille hinter den Teams aus Deutschland und Polen. 2023 schied sie bei den Halleneuropameisterschaften in Istanbul mit 7,39 s im Halbfinale über 60 Meter aus. Im Juni wurde sie mit der Staffel in 52,28 s Sechste im A-Lauf bei der 1. Liga der Team-Europameisterschaft im Rahmen der Europaspiele in Chorzów. Im August belegte sie bei den Weltmeisterschaften in Budapest in 42,49 s den vierten Platz mit der Staffel. Bei den World Athletics Relays 2024 in Nassau verpasste sie mit der 4-mal-100-Meter-Staffel eine Direktqualifikation für die Olympischen Spiele in Paris. Anschließend schied sie bei den Europameisterschaften in Rom mit 11,32 s im Halbfinale über 100 Meter aus und verpasste mit der Staffel mit 43,27 s den Finaleinzug. Im August schied sie bei den Olympischen Sommerspielen in Paris im Vorlauf über 200 Meter aus.
Die Tochter des ehemaligen Sprinters Giovanni Bongiorni wurde von 2015 bis 2018 italienische Meisterin in der 4-mal-100-Meter-Staffel sowie 2017 und 2018 Hallenmeisterin im 60-Meter-Lauf. 2021 siegte sie über 100 Meter.

## Persönliche Bestleistungen
- 100 Meter: 11,27 s (−1,0 m/s), 26. Juni 2021 in Rovereto
  - 60 Meter (Halle): 7,24 s, 2. März 2018 in Birmingham
- 200 Meter: 23,10 s (+1,2 m/s), 22. Mai 2024 in Bergen